# Cotriade
La cotriade ou cotriade bretonne (du breton kaoteriad) est une spécialité culinaire traditionnelle de soupe de poisson, de la cuisine bretonne, originaire du Morbihan, à base de divers poissons, crustacés et fruits de mer.

## Étymologie
La cotriade est issu du breton kaoteriad, qui désigne le contenu d'une marmite. Par une métonymie distinctive des plats de poissons issus de la côte atlantique française (chaudrée en Vendée et en Charentes, caudière à Berck (Pas-de-Calais)...), le contenu du plat est désigné par son contenant, la marmite,,.

## Histoire

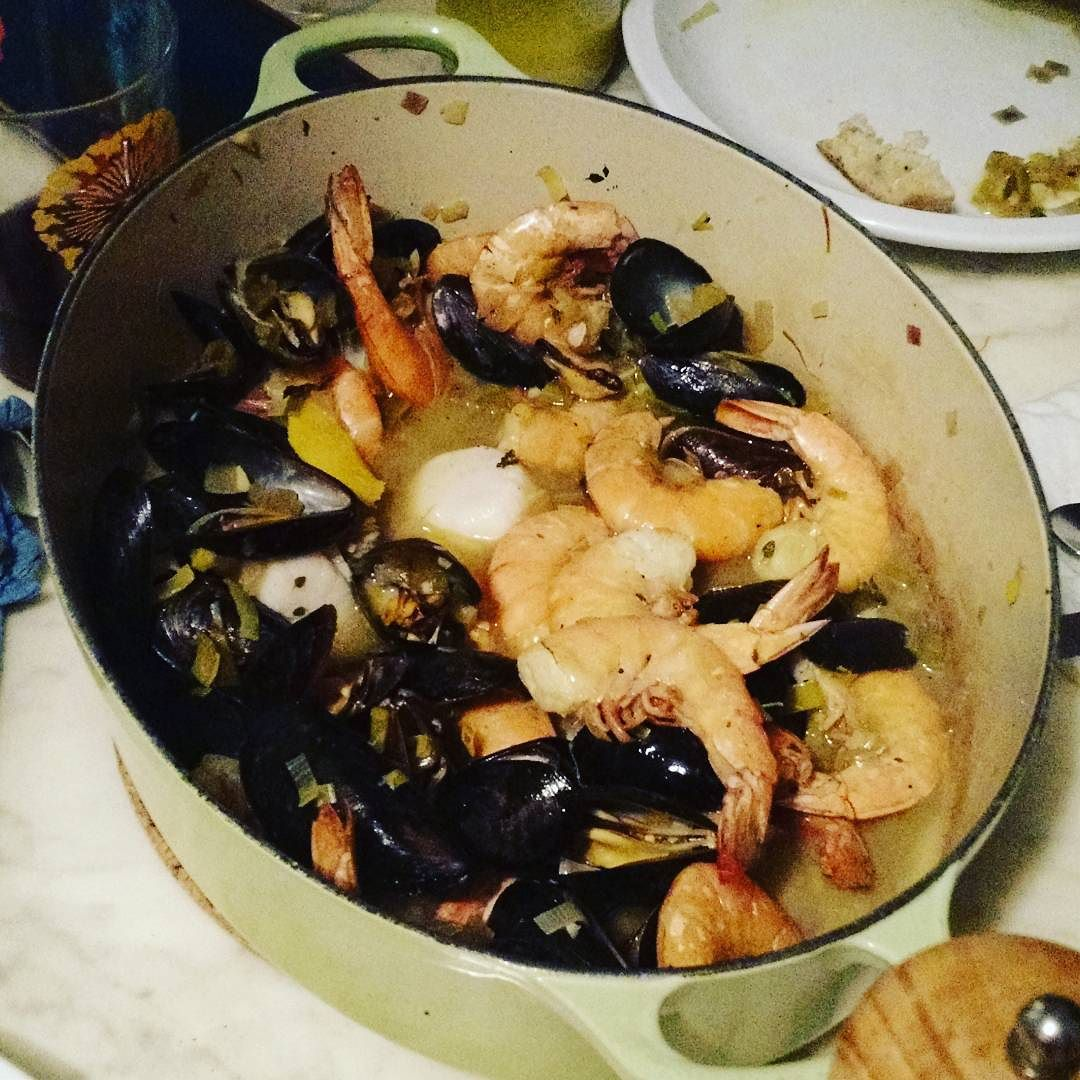

Cette spécialité originaire du Morbihan, en Bretagne, est attestée dès 1877. Elle est aux Bretons ce que la bouillabaisse est aux Marseillais, ou le ttoro est au Pays basque : un plat traditionnel et populaire élaboré avec des espèces de poissons locales.
À l'image de la bouillabaisse, la cotriade est à l'origine cuisinée par les marins-pêcheurs bretons avec la godaille, c’est-à-dire tous les poissons, coquillages, et crustacés invendus aux criées des ports de pêche, aux retours des campagnes de pêche en mer (espèces trop rares pour être commercialisées ou dédaignées par les consommateurs).

## Recette
Les poissons sont découpés en gros morceaux, et cuits au court-bouillon au vin blanc dans une marmite, avec des herbes aromatiques, poireaux, carottes, oignons, et pommes de terre.
Plus la liste des poissons utilisés est longue, plus la cotriade est raffinée. L'ordre d'introduction des différentes espèces pendant la cuisson est primordial pour la réussite de ce plat (le congre en premier, la sardine en dernier), afin que chaque poisson soit cuit correctement,.

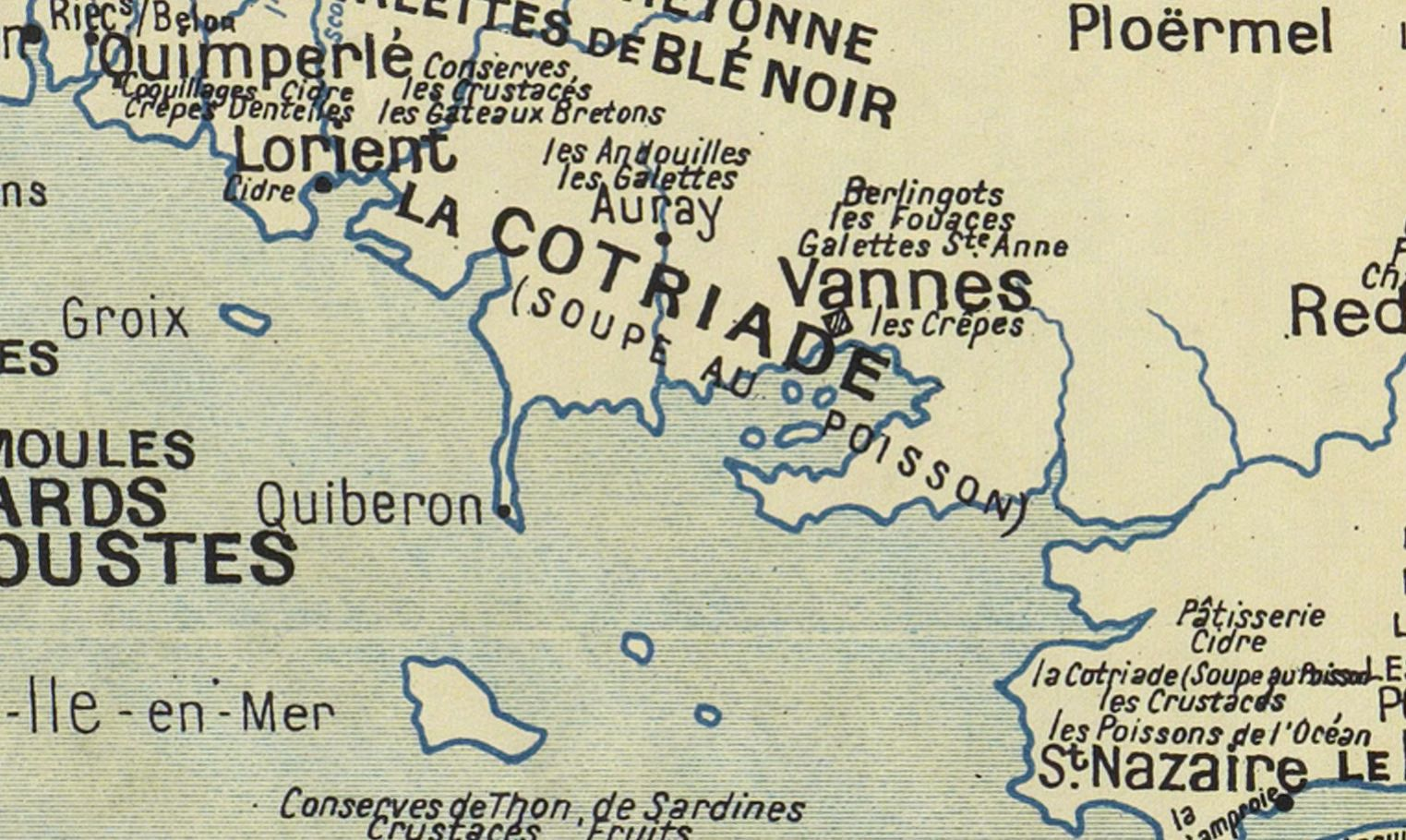
Carte de la répartition de la consommation de cotriade en Bretagne sud en 1929.

La cotriade est servie de la même façon que la bouillabaisse, avec la soupe d'abord, puis le plat de poissons servi avec des pommes de terre cuites à l'eau, le tout arrosé d'un filet d'huile et de vinaigre. Le plat peut également être servi en un seul plat de soupe de poisson.

## Accord mets/vin
Ce plat appelle un vin blanc sec, avec par exemple un gros-plant-du-pays-nantais avec une cotriade iodée, ou un muscadet, un picpoul ou un côtes-de-thau avec des poissons au goût plus fin... Certains recommandent également d'autres vins blancs tels qu'un bandol, un alsace grand cru, un patrimonio, un bellet  ou encore un cassis.